# 360 (canción)
«360» es una canción de la cantante británica Charli XCX, lanzada el 10 de mayo de 2024 como el segundo sencillo de su sexto álbum de estudio, Brat. El sello Atlantic Records se encargó de su distribución. La canción alcanzó el puesto número 18 en UK Singles Chart y el número 55 en el Billboard Hot 100 de Estados Unidos

## Vídeo musical
El vídeo musical que acompaña a «360», dirigido por Aidan Zamiri, se lanzó el mismo día que el tema. El vídeo narra la búsqueda de una «it girl de Internet nueva y popular». Thom Waite de Dazed comparó el vídeo con una «producción de Euphoria situada en un universo paralelo, o un giro it girl a Girls situado en la década de 2020».Cuenta con apariciones de Chloë Sevigny, Julia Fox, Rachel Sennott, Emma Chamberlain, Gabbriette, Alex Consani, AG Cook, Chloe Cherry, Isamaya Ffrench, Salem Mitchell, Hari Nef, Richie Shazam, entre otras personalidades. Matthew Velasco de W describió al elenco como «un monte Rushmore de las chicas cool reinantes en Internet».

## Remezcla de Robyn y Yung Lean
El 17 de febrero de 2023, el productor Patrik Berger publicó una foto en Instagram de una sesión de estudio con Charli y la cantante sueca Robyn.  Cuando el presentador de televisión Andy Cohen le preguntó al respecto en su programa de entrevistas, Charli describió la experiencia de trabajar juntas como «increíble» y sugirió una posible fecha de lanzamiento de la colaboración previa a su álbum Brat.
El 31 de mayo de 2024, Charli lanzó una versión remezclada de la canción con Robyn y el músico sueco Yung Lean. 

## Créditos
- Charli XCX: voz, composición
- AG Cook: composición, producción
- Blake Slatkin: composición
- Cirkut: composición, producción, grabación vocal
- Finn Keane: composición, producción adicional
- Idania Valencia: masterización
- Manny Marroquín: mezcla
- Omer Fedi: composición

## Posicionamiento en listas
| Lista (2024)                                | Mejor posición |
| ------------------------------------------- | -------------- |
| Australia (ARIA)                            | 35             |
| Australia Dance (ARIA)                      | 1              |
| Canadá (Canadian Hot 100)                   | 53             |
| Global 200 (Billboard)                      | 59             |
| Grecia International (IFPI)                 | 96             |
| Irlanda (IRMA)                              | 19             |
| Nueva Zelanda (Recorded Music NZ)           | 36             |
| Portugal (AFP)                              | 159            |
| Corea del Sur BGM (Circle)                  | 170            |
| Suecia Heatseeker (Sverigetopplistan)       | 3              |
| Reino Unido (UK Singles Chart)              | 18             |
| Estados Unidos (Billboard Hot 100)          | 55             |
| Estados Unidos (Hot Dance/Electronic Songs) | 2              |

| Lista (2024)                     | Mejor posición |
| -------------------------------- | -------------- |
| Nueva Zelanda Hot Singles (RMNZ) | 22             |